# 富卡尔
富卡尔（法語：Foucart，法語發音：[fukaʁ]）是法国滨海塞纳省的一个市镇，属于勒阿弗尔区。

## 地理
富卡尔（49°36'50"N, 0°35'43"E）面积4.28 平方千米，位于法国诺曼底大区滨海塞纳省，该省份为法国北部沿海省份，其西部及北部濒大西洋英吉利海峡，东起顺时针与索姆省、瓦兹省、厄尔省和卡爾瓦多斯省接壤。
与富卡尔接壤的市镇（或旧市镇、城区）包括：阿尔维马尔、博勒维尔、克莱维尔、特鲁维尔、泰尔德科。

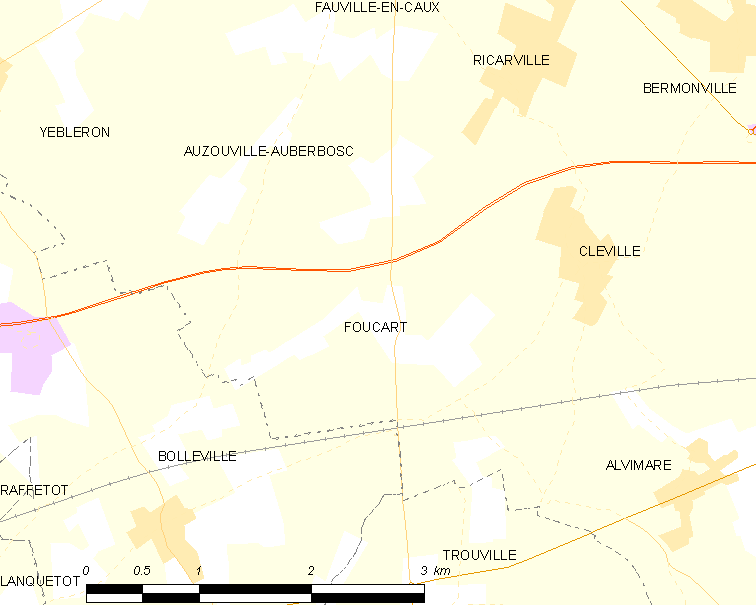
富卡尔的OSM定位图

富卡尔的时区为UTC+01:00、UTC+02:00（夏令时）。

## 行政
富卡尔的邮政编码为76640，INSEE市镇编码为76279。

## 政治
富卡尔所属的省级选区为科地区圣瓦勒里县。

## 人口

1962-2008年间富卡尔人口变化图示

富卡尔于2022年1月1日时的人口数量为339人。